# Acanthocinus elegans
Acanthocinus elegans là một loài bọ cánh cứng trong họ Cerambycidae.